# Сюссенгут, Карл
Карл Сюссенгут (нем. Karl Suessenguth, 1893—1955) — немецкий ботаник и альголог.

## Биография
Карл Сюссенгут родился 22 июня 1893 года в городе Мюннерштадт в Германии.
15 сентября 1927 года Мюнхенский университет Сюссенгут стал профессором ботаники Мюнхенского университета. Основными направлениями трудов Сюссенгута были физиология растений и фитохимия. В 1949 году он стал почётным профессором.
С 1946 по 1955 Карл Сюссенгут был директором мюнхенского ботанического гербария.

## Растения, названные в честь К. Сюссенгута
- Suessenguthia Merxm., 1953
- Suessenguthiella Friedrich, 1955 (=Pharnaceum)
- Alternanthera suessenguthii Covas, 1939
- Anthericum suessenguthii Sölch, 1956 (=Chlorophytum krauseanum)
- Blumea suessenguthii Merxm., 1955 (=Nicolasia heterophylla)
- Lagrezia suessenguthii Cavaco, 1952 (=Amaranthus viridis)